# Los Angeles Raiders 1990
La stagione 1990 dei Los Angeles Raiders è stata la 21ª della franchigia nella National Football League, la 31ª complessiva e la nona di tredici a Los Angeles. Guidata da Art Shell, premiato come allenatore dell'anno, il club tornò in finale di conference per la prima volta dal 1983, venendo però battuti in una gara a senso unico dai Buffalo Bills per 51-3.

## Scelte nel Draft 1990
| Scelte dei Raiders nel Draft 1990 |        |                 |                |                |
| Giro                              | Scelta | Giocatore       | Ruolo          | College        |
| 1                                 | 11     | Anthony Smith   | Defensive end  | Arizona        |
| 2                                 | 37     | Aaron Wallace   | Linebacker     | Texas A&M      |
| 4                                 | 95     | Torin Dorn      | Defensive back | North Carolina |
| 6                                 | 149    | Marcus Wilson   | Running back   | Virginia       |
| 7                                 | 173    | Garry Lewis     | Defensive back | Alcorn State   |
| 8                                 | 197    | Arthur Jimerson | Linebacker     | Norfolk State  |
| 9                                 | 230    | Leon Perry      | Running back   | Oklahoma       |
| 11                                | 303    | Ron Lewis       | Wide receiver  | Jackson State  |
| 11                                | 304    | Myron Jones     | Running back   | Fresno State   |
| 12                                | 317    | Major Harris    | Quarterback    | West Virginia  |
| 12                                | 331    | Demetrius Davis | Tight end      | Nevada         |

## Titolari
| Ruolo | Nome             | PT |
| ----- | ---------------- | -- |
| QB    | Jay Schroeder    | 16 |
| RB    | Marcus Allen     | 15 |
| FB    | Steve Smith      | 15 |
| WR    | Mervyn Fernandez | 15 |
| WR    | Willie Gault     | 16 |
| TE    | Ethan Horton     | 14 |
| LT    | Rory Graves      | 15 |
| LG    | Steve Wisniewski | 16 |
| C     | Don Mosebar      | 16 |
| RG    | Max Montoya      | 16 |
| RT    | Steve Wright     | 16 |

| Ruolo | Nome              | PT |
| ----- | ----------------- | -- |
| LDE   | Howie Long        | 11 |
| LDT   | Bob Golic         | 16 |
| RDT   | Scott Davis       | 16 |
| RDE   | Greg Townsend     | 16 |
| LLB   | Jerry Robinson    | 16 |
| MLB   | Riki Ellison      | 15 |
| RLB   | Thomas Benson     | 16 |
| LCB   | Terry McDaniel    | 13 |
| RCB   | Lionel Washington | 16 |
| SS    | Mike Harden       | 15 |
| FS    | Eddie Anderson    | 16 |

## Calendario
| Stagione regolare |                       |                    |
| Turno             | Avversario            | Risultato          |
| 1                 | Denver Broncos        | W 14–9             |
| 2                 | at Seattle Seahawks   | W 17–13            |
| 3                 | Pittsburgh Steelers   | W 20–3             |
| 4                 | Chicago Bears         | W 24–10            |
| 5                 | at Buffalo Bills      | L 38–24            |
| 6                 | Seattle Seahawks      | W 24–17            |
| 7                 | at San Diego Chargers | W 24–9             |
| 8                 | Settimana di pausa    | Settimana di pausa |
| 9                 | at Kansas City Chiefs | L 9–7              |
| 10                | Green Bay Packers     | L 29–16            |
| 11                | at Miami Dolphins     | W 13–10            |
| 12                | Kansas City Chiefs    | L 27–24            |
| 13                | at Denver Broncos     | W 23–20            |
| 14                | at Detroit Lions      | W 38–31            |
| 15                | Cincinnati Bengals    | W 24–7             |
| 16                | at Minnesota Vikings  | W 28–24            |
| 17                | San Diego Chargers    | W 17–12            |

## Classifiche
| AFC West Division       |    |    |   |      |     |      |     |     |     |
|                         | V  | S  | P | %    | DIV | CONF | PF  | PS  | STR |
| (2) Los Angeles Raiders | 12 | 4  | 0 | .750 | 6–2 | 9–3  | 337 | 268 | W5  |
| (5) Kansas City Chiefs  | 11 | 5  | 0 | .688 | 5–3 | 7–5  | 369 | 257 | W2  |
| Seattle Seahawks        | 9  | 7  | 0 | .563 | 4–4 | 7–5  | 306 | 286 | W2  |
| San Diego Chargers      | 6  | 10 | 0 | .375 | 2–6 | 5–9  | 315 | 281 | L3  |
| Denver Broncos          | 5  | 11 | 0 | .313 | 3–5 | 4–8  | 331 | 374 | W1  |